# Großsteingrab Oetzendorf
Das Großsteingrab Oetzendorf war eine megalithische Grabanlage der jungsteinzeitlichen Trichterbecherkultur bei Oetzendorf, einem Ortsteil von Weste im Landkreis Uelzen (Niedersachsen). Es wurde in den 1840er Jahren durch Georg Otto Carl von Estorff dokumentiert und im weiteren Verlauf des 19. Jahrhunderts zerstört.

## Lage
Das Grab befand sich südöstlich von Oetzendorf und nordöstlich von Absunder auf der Wohldhaide. In der näheren Umgebung gab es ursprünglich zahlreiche weitere Großsteingräber: Nördlich lagen die Großsteingräber bei Höver, nordöstlich die Großsteingräber bei Weste, südlich die Großsteingräber bei Oetzen, südwestlich die Großsteingräber bei Masendorf, westlich die Großsteingräber Heitbrack, nordwestlich die Großsteingräber bei Jastorf und das Großsteingrab Klein Hesebeck. Bis auf ein Grab bei Masendorf wurden auch diese Anlagen sämtlich im 19. Jahrhundert zerstört.

## Beschreibung
Das Grab war auf einer flachen künstlichen Erhöhung errichtet. Es besaß ein südwest-nordöstlich orientiertes rechteckiges Hünenbett mit einer Länge von 20 Schritt (ca. 15,6 m) und einer Breite von 6 Schritt (ca. 4,7 m). Von der Umfassung waren 19 Steine erhalten, die zwischen 3 und 4 Fuß (ca. 0,9–1,2 m) hoch waren. Am nordöstlichen Ende lag die Grabkammer. Sie war bei von Estorffs Aufnahme so stark mit Feldsteinen übersät, dass er ihre Maße und ihr ursprüngliches Aussehen nicht mehr ermitteln konnte.